# Ильюк, Артем Александрович
Артём Алекса́ндрович Илью́к (укр. Артем Олександрович Ільюк; род. 17 апреля 1979, Николаев, Украина) — украинский политик, предприниматель и общественный деятель. Депутат Николаевского городского совета.

## Биография
Родился 17 апреля 1979 года в городе Николаев, УССР, СССР (ныне Украина) в семье кораблестроителей.
В сентябре 1986 года пошёл в первый класс Николаевской гимназии №2, где учился до 1994 года. В период 1994—1996 годов учился в Школе гардемаринов при Национальном кораблестроительном университете имени адмирала Макарова (более известный как Морской лицей).
Имеет два высших образования. В 2002 году окончил Национальный университет кораблестроения имени адмирала Макарова, специальность «Инженер-кораблестроитель». В 2012 году в этом же учебном заведении получил второе высшее образование по специальности «Экономика и предпринимательство».
В 2019 году возглавил Федерацию бокса Николаева.
Женат. Вместе с супругой Еленой воспитывает двух дочерей – Софию и Ульяну.

## Трудовая деятельность
- 2001—2002 — коммерческий директор ЧКО «ВЛАРТ».
- 2002—2006 — директор ООО «Гротан-Николаев».
- Февраль 2006 — апрель 2006 — директор ООО «Белоусовский элеватор».
- 2006—2010 — директор ООО «Продторг-Юг»[4]

## Политическая деятельность
- 2010—2012 — депутат Николаевского городского совета.
- 12 декабря 2012 — 29 августа 2019 — народный депутат Украины.
- С декабря 2020 — депутат Николаевского городского совета.

После вторжения России на Украину занялся организацией поставок гуманитарной помощи жителям Николаева и близлежащих населённых пунктов.

## Работа в парламенте
После избрания в Верховную Раду Украины, одним из первых законопроектов Артема Ильюка стало предложение об уменьшении налогов при покупке автомобилей многодетными семьями в Украине (законопроект №2025а).
За непродолжительный период работы в парламенте 7-го созыва в целом зарегистрировал 9 законопроектов преимущественно социальной направленности.
На протяжении работы в Верховной Раде попадал в список наиболее ответственных народных депутатов. В 2015 году по данным письменной регистрации во всех без исключения пленарных заседаниях приняло участие всего 11 народных депутатов, среди которых и Артем Ильюк. В целом, за период каденции прогулял наименьшее количество заседаний (23) и подал наибольшее количество поправок к законопроектам (133). Также подал 52 законопроекта.